# Barreirinha (Curitiba)
Barreirinha é um bairro da cidade brasileira de Curitiba, Paraná.  Nele se situa o Parque da Barreirinha, uma das áreas de lazer mais conhecidas e bonitas da cidade. O parque conta com um pequeno lago, playground, churrasqueiras, salões de festas com infra estrutura completa, além de uma pista asfaltada que guia por dentro de todo parque. Nele se avistam pássaros nativos, e também convivem patos, gansos e outros animais na beira do lago.
Já na parte do bairro mais próxima ao centro da cidade predomina o comércio, ao longo da Avenida Anita Garibaldi, que atravessa o bairro, sendo um eixo que liga o centro à região norte de Curitiba.

## História do Bairro
O bairro Barreirinha é evidenciado pela presença de uma importante colônia polonesa, que imprimiu características marcantes até em seu aspecto, oferecendo uma paisagem de lavouras beirando as ruas e de carroças que circulam lado a lado com os caminhões. Os colonos poloneses iniciaram sua vida no bairro cultivando centeio, milho, batata e outros cereais, chegando a serem conhecidos pela produção das tradicionais broas de centeio de excelente qualidade. Não se restringindo à lavoura, os colonos logo começaram a trabalhar na indústria de carroças.

## Delimitação
O ponto inicial na confluência das Ruas Theodoro Makiolka e Fernando de Noronha. Segue pela Rua Fernando de Noronha, Anel da Copel, Rua dos Alfeneiros, Rua Paula Prevedello Gusso, Av. Anita Garibaldi, Rua Reinaldo Hecke, Rio Belém, Rua Angelo Cúnico, Estrada de Ferro Curitiba – Rio Branco do Sul, Av. Anita Garibaldi, Cemitério Jardim da Paz, divisa seca do Parque da Barreirinha, rio sem nome (afluente do Bacacheri), Rio Bacacheri, Rua Theodoro Makiolka, até o ponto inicial.